# Бойко Володимир Васильович (солдат)
Володи́мир Васи́льович Бо́йко (28 липня 1994, Івашківці, Україна — 19 червня 2022, біля с. Богородичне, Донецька область, Україна) — український військовослужбовець, солдат Збройних сил України, учасник російсько-української війни. Кавалер ордена «За мужність» III ступеня (2022, посмертно).

## Життєпис
Володимир Бойко народився 28 липня 1994 року у селі Івашківцях, нині Збаразької громади Тернопільського району Тернопільської области України.
У 2015 році пішов служити за мобілізацією, був розвідником. Потім працював охоронцем у «Подолянах».
З початком російського повномасштабного вторгнення пішов сам у військкомат, а згодом відправився на передову. Служив старшим стрільцем першого десантно-штурмового відділення 80-ї окремої десантно-штурмової бригади. Загинув 19 червня 2022 року біля с. Богородичне, що на Донеччині.
Похований 24 червня 2022 року в родинному селі.

## Нагороди
- Орден «За мужність» III ступеня (4 серпня 2022, посмертно) — за особисту мужність і самовіддані дії, виявлені у захисті державного суверенітету та територіальної цілісності України, вірність військовій присязі.[1]